# 오스타카산

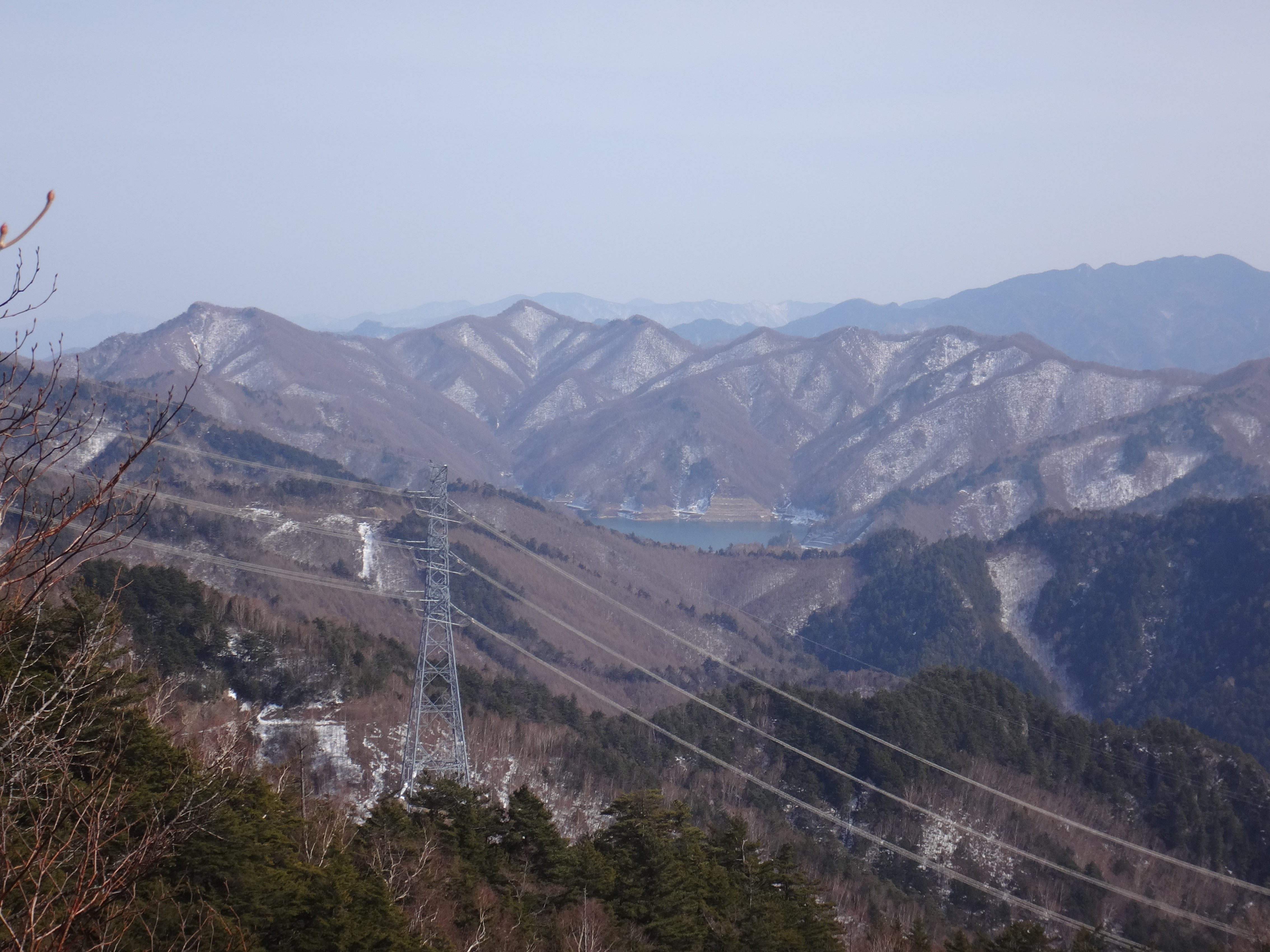
오구라산에서 바라본 오스타카산

오스타카산(일본어: 御巣鷹山 おすたかやま[*], 영어: Mount Osutaka)은 일본 군마현 우에노촌에 위치한 산으로 일본항공 123편 추락 사고가 발생한 곳으로 알려져 있다.

## 지리
치치부 산맥 북부, 우에노촌 남부에 위치해 있다. 남쪽은 나가노현의 경계가 있으며 사이타마현과도 가깝다. 추가로 야마나시현에도 같은 이름의 산이 존재한다.

## 인접한 산
- 다카마가하라산
- 쓰와야마산
- 오구라산